# Curtain Call 2
Curtain Call 2 es el segundo álbum de grandes éxitos del rapero estadounidense Eminem, lanzado el 5 de agosto de 2022 por Aftermath Entertainment, Shady Records e Interscope Records. Un álbum doble, es un sucesor de su anterior álbum de grandes éxitos, Curtain Call: The Hits, que se publicó en 2005. La compilación cubre los años más recientes de la carrera de Eminem, desde su regreso a la música de su pausa, a partir del lanzamiento de Relapse en 2009. El álbum también incluye tres canciones nuevas, «The King and I» con CeeLo Green —que aparece en la banda sonora de la película Elvis—, «From the D 2 the LBC» con Snoop Dogg e «Is This Love ('09)» con 50 Cent.

## Antecedentes y promoción
El 24 de junio de 2022, Eminem insinuó por primera vez el lanzamiento de Curtain Call 2 en un tuit que promocionaba el sencillo «From the D 2 the LBC», en el que incluyó un hashtag con el nombre del álbum. Eminem anunció oficialmente el álbum y su fecha de lanzamiento a través de las redes sociales el 11 de julio. El 19 de julio, el álbum estuvo disponible para preordenar a través del sitio web de Eminem junto con varios paquetes de merchandising y vinilos de edición limitada. El 2 de agosto, se dio a conocer la lista de canciones del álbum.

## Portada
El 11 de julio de 2022, Eminem reveló la portada del álbum en Twitter. La obra de arte emula la obra de arte clásica del estilo de una máquina de pinball y contiene muchos easter eggs ocultos, así como referencias a sus álbumes anteriores. Algunas de las referencias incluyen un avión de combate de Kamikaze y la casa de la infancia de Eminem de The Marshall Mathers LP 2.

## Recepción en la crítica
Drew Millard de Pitchfork sintió que el álbum «reúne algunos sencillos agradables, pero en su mayoría se siente como el retrato de un artista descarriado que ha pasado los últimos 13 años yendo en todas direcciones». Robin Murray en Clash encontró el álbum «audaz en su intención, un intento de ampliar el alcance de la carrera de Eminem, y alejarse de la fijación en su pico de hostigamiento de tabloides. Sin embargo, colocados uno al lado del otro, y simplemente no hay comparación».
Stephen Thomas Erlewine de AllMusic dice que Curtain Call 2 es generoso hasta el extremo, se reproduce como una lista de reproducción interminable en lugar de una compilación seleccionada, pero presenta muchos aspectos destacados de los discos de mitad de carrera de Eminem, incluidos «Crack a Bottle», «Not Afraid»,«Love the Way You Lie», «Berzerk», «The Monster», «Lucky You» y «Godzilla».

## Desempeño comercial
El álbum debutó en el número seis en el Billboard 200 de EE. UU., ganando 43 000 unidades equivalentes a álbumes en su primera semana. Es el duodécimo álbum top 10 de Eminem en EE. UU., y el primero desde The Slim Shady LP que no alcanza el número uno, lo que pone fin a su racha de álbumes número uno. Curtain Call 2 fue el álbum más vendido de la semana en ventas puras, con 18 000 copias vendidas. También debutó en el número uno en la UK Sencillos Chart.

## Lista de canciones
| Disco 1 |                                                                   |          |  |
| N.º     | Título                                                            | Duración |  |
| 1.      | «Godzilla» (feat. Juice WRLD; de Music to Be Murdered By)         | 3:30     |  |
| 2.      | «Lucky You» (feat. Joyner Lucas; de Kamikaze)                     | 4:04     |  |
| 3.      | «Lighters» (Bad Meets Evil feat. Bruno Mars; de Hell: The Sequel) | 5:03     |  |
| 4.      | «Gnat» (from Music to Be Murdered By: Side B)                     | 3:44     |  |
| 5.      | «Cinderella Man» (de Recovery)                                    | 4:39     |  |
| 6.      | «Walk on Water» (feat. Beyoncé; de Revival)                       | 4:57     |  |
| 7.      | «Rap God» (de The Marshall Mathers LP 2)                          | 6:03     |  |
| 8.      | «Love the Way You Lie» (feat. Rihanna; de Recovery)               | 4:23     |  |
| 9.      | «Won't Back Down» (feat. Pink; de Recovery)                       | 4:25     |  |
| 10.     | «Higher» (de Music to Be Murdered By - Side B)                    | 3:42     |  |
| 11.     | «Berzerk» (de The Marshall Mathers LP 2)                          | 3:58     |  |
| 12.     | «Not Afraid» (de Recovery)                                        | 4:10     |  |
| 13.     | «From the D 2 the LBC» (feat. Snoop Dogg)                         | 3:35     |  |
| 14.     | «Nowhere Fast» (feat. Kehlani; de Revival)                        | 4:24     |  |
| 15.     | «Fall» (de Kamikaze)                                              | 4:22     |  |
| 16.     | «Phenomenal» (de Southpaw)                                        | 4:42     |  |
| 17.     | «Fast Lane» (Bad Meets Evil; de Hell: The Sequel)                 | 4:09     |  |
| 18.     | «You're Never Over» (de Recovery)                                 | 5:05     |  |

| Disco 2 |                                                               |          |  |
| N.º     | Título                                                        | Duración |  |
| 1.      | «3 a. m.» (de Relapse)                                        | 5:19     |  |
| 2.      | «Space Bound» (de Recovery)                                   | 4:38     |  |
| 3.      | «Beautiful» (de Relapse)                                      | 6:32     |  |
| 4.      | «The Monster» (feat. Rihanna; de The Marshall Mathers LP 2)   | 4:10     |  |
| 5.      | «Venom» (de Kamikaze)                                         | 4:29     |  |
| 6.      | «Crack a Bottle» (feat. Dr. Dre y 50 Cent; de Relapse)        | 4:57     |  |
| 7.      | «Is This Love ('09)» (feat. 50 Cent)                          | 3:32     |  |
| 8.      | «River» (feat. Ed Sheeran; de Revival)                        | 3:41     |  |
| 9.      | «Survival» (de The Marshall Mathers LP 2)                     | 4:32     |  |
| 10.     | «Best Friend» (Yelawolf feat. Eminem; de Love Story)          | 5:14     |  |
| 11.     | «Darkness» (de Music to Be Murdered By)                       | 5:37     |  |
| 12.     | «Kings Never Die» (feat. Gwen Stefani; de Southpaw)           | 4:56     |  |
| 13.     | «No Love» (feat. Lil Wayne; de Recovery)                      | 5:00     |  |
| 14.     | «Headlights» (feat. Nate Ruess; de The Marshall Mathers LP 2) | 5:43     |  |
| 15.     | «The King and I» (feat. CeeLo Green; de Elvis)                | 3:14     |  |
| 16.     | «Farewell» (de Music to Be Murdered By)                       | 4:07     |  |

| Digital edition bonus track |                                                           |          |  |
| N.º                         | Título                                                    | Duración |  |
| 17.                         | «Rap God» (Mr. Cii Remix; from The Marshall Mathers LP 2) | 6:15     |  |

## Posicionamiento en las listas
| Lista (2022)                            | Mejor posición |
| --------------------------------------- | -------------- |
| Australia (ARIA)                        | 2              |
| Austria (Ö3 Austria)                    | 11             |
| Bélgica (Ultratop flamenca)             | 15             |
| Bélgica (Ultratop valona)               | 26             |
| Canadá (Billboard Canadian Albums)      | 3              |
| Países Bajos (Album Top 100)            | 13             |
| Francia (SNEP)                          | 16             |
| Alemania (Offizielle Top 100)           | 9              |
| Hungría (MAHASZ)                        | 38             |
| Irlanda (OCC)                           | 8              |
| Italia (FIMI)                           | 55             |
| Japanese Digital Albums (Oricon)        | 26             |
| Japanese Hot Albums (Billboard Japan)   | 97             |
| Nueva Zelanda (Recorded Music NZ)       | 5              |
| Noruega (VG-lista)                      | 21             |
| Polonia (ZPAV)                          | 19             |
| Portugal (AFP)                          | 32             |
| Escocia (Scottish Albums Chart)         | 3              |
| Suiza (Schweizer Hitparade)             | 8              |
| Reino Unido (UK Albums Chart)           | 3              |
| Reino Unido (UK R&B Albums)             | 1              |
| Estados Unidos (Billboard 200)          | 6              |
| Estados Unidos (Top R&B/Hip-Hop Albums) | 3              |

## Certificaciones
| País                 | Certificación | Ventas |
| -------------------- | ------------- | ------ |
| Nueva Zelanda (RMNZ) | Oro           | 7,500  |